# 그 여자 그 남자의 속사정
"그 여자 그 남자의 속사정"은 2013년에 개봉한 대한민국의 영화이다.

## 캐스팅
- 정다혜 : 수정 역
- 연제욱 : 상철 역
- 서지석 : 정수 역
- 한설아 : 현주 역
- 이상일 : 석태 역
- 김기천 : 슈퍼아저씨 역
- 이민웅 : 민웅 역
- 정하늬 : 팬시점 점원 역
- 김시권 : 시권 역
- 정애화 : 슈퍼아줌마 역
- 선호진 : 구세군 역
- 김연호 : 산타클로스 / DJ목소리 역